# والتر شيلر (ضابط)
والتر شيلر (بالألمانية: Walter Scheller)‏ هو ضابط ألماني، ولد في 27 يناير 1892 في هانوفر في ألمانيا، وتوفي في 21 يوليو 1944 في برست في روسيا البيضاء.